# 사쓰구 방언
사쓰구 방언(薩隅方言)은 일본어의 방언 구분 중 하나로, 가고시마현(아마미 제도 제외)과 미야자키현 모로카타 지방에서 사용되는 방언을 말한다. 규슈 방언의 3대 구분 중 하나로, 다른 구분으로는 호니치 방언(豊日方言)과 히치쿠 방언(肥筑方言)이 있다. 흔히 가고시마벤(鹿児島弁)이라 하면 이것을 가리킨다.
이름은 가고시마 지역의 구 지명인 사쓰마국(薩摩国)과 오스미국(大隅国)에서 한 글자씩 딴 것이다. 오늘날의 가고시마현 뿐 아니라 과거 사쓰마번의 지배를 받던 미야자키현 모로카타 지방(諸県地方)도 사쓰구 방언 권역에 속한다. 단 히가시모로카타 지역에서는 미야자키벤화가 진행되고 있다.

## 특징
음운을 볼 때, 표준 일본어와 달리 모라가 아닌 음절 단위를 가지며, 악센트도 음절 단위로 붙는다. 예를 들어 行って(잇테)라는 말은 표준 일본어나 많은 방언에서는 イ-ッ-テ /i-q-te/라는 3박(3모라)으로 발음되지만 사쓰구 방언에서는 イッ-テ /iq-te/라는 2박이 될 뿐이다.
사쓰구 방언의 악센트는 소위 2형 악센트(二型アクセント)로 불리는데, 박(拍)의 수를 막론하고 악센트 패턴에 제1, 2류가 통합된 A형 악센트와 제3, 4, 5류가 통합된 B형 악센트의 2종류만이 존재하는 것을 말한다. 특히 모로카타벤에서는 통합이 더 심화되어 악센트 패턴이 단 1종류만 존재하는 1형 악센트(一型アクセント) 체계를 이루고 있다.

## 같이 보기
- 규슈 방언
- 구마모토 방언